# Нервозни поштар
Нервозни поштар је сарајевски бенд из друге половине 1980-их који, премда у донекле измењеном саставу, постоји и данас, препознатљив је по специфичном споју хеви метала и народњачког начина певања.

## Идеја
Несумњиво прво име Нервозног поштара је др Фадил Шабовић. Овај лекар по струци је ритам гитариста и аутор готово свих песама током читавог постојања групе, по чему је сличан Горану Бреговићу из Бијелог дугмета. Новинару Анти Батиновићу, из тадашњег угледног загребачког часописа „Старт“ Шабовић је изјавио како му је дефинитивно било јасно да има праву идеју, када је радећи као лекар у станици хитне помоћи у Бусовачи, пијаном човеку шио рану. Пијанац је гласно певао народне песме док га је за руку држала певачица из оближње кафане у којој се у тучи нетом пре тога повредио. Шабовић каже да му је „синуло“ да је људима био потребан жешћи народњак од онога кога су имали и родила се идеја о Нервозном поштару.
Након конципирања идеје, Шабовић је упознао познатог певача новокомпоноване народне музике Рустема Незировића - Рулета и једног од најпознатијих сарајевских хеви металаца и израђивача гитара из тог раздобља, Николу Ниџу Митровића. Фадил им је рекао да треба да свирају његове песме, сваки на свој начин. Руле треба да пева фолк, а Ниџо да свира хард рок, у исто време не респектујући превише један другог.

## Почетак
Након дугог уверавања група је започела са радом и убрзо снимила свој први албум "Вазда - Газда" за загребачки Југотон. Ипак, своје прво право појављивање у јавности група је имала недуго затим, на фестивалу народне музике "Илиџа", у новембру 1985. године. Нервозни поштар са песмом „Сарајево, слатки доме мој“ уверљиво осваја прво место са 91% гласова публике, што је јединствен случај у историји тога фестивала. Занимљиво је да су остали такмичари фестивала, редом „народњаци“, чланове тада потпуно непознатог бенда сматрали за носаче инструмената. Нико није веровао да се очигледни рокери имају намеру такмичити на народњачком фестивалу, а још већу дилему стварала је присутност типичног „народњака“ међу типичним „рокерима“, односно певача Рулета у остатку бенда.
Необичан бенд буквално преко ноћи постаје познат у читавој држави, рушећи све рекорде у продаји.

## Период популарности у СФРЈ
Одмах након победе на фестивалу, на крилима изненадног успеха Руле напушта бенд у потрази за соло каријером и славом, коју му обећавају естрадни продуценти жељни брзе зараде на енормном успеху бенда. Фадил убрзо налази замену за Рулета у лику Нусрета Нукија Доличанина, такође младог и веома надареног певача, гласа веома сличног Рулету, што је помогло бенду да настави даље зацртаним путем.
Са Нукијем као вокалом бенд ће за Југотон објавити следећа четири албума: "Запамти, ја сам газда" (1986), "Ништа више није као прије" (1987), "Нервозни Поштар" (1988) и "То је само фолк’н’рол" (1989)
Поред Фадила Шабовића и певача Нусрета Нукија Доличанина (с изузетком првог албума на којем пева Рустем Руле Незировић), прву су поставу бенда у то вријеме сачињавали и басиста Драган Ђурђелија, соло гитариста Никола Митровић - Ниџо и бубњар Шукрија Арсланагић.

## Рат у БиХ и послератно раздобље
Фадил Шабовић истиче да је, због разочарења и депримираности коју је изазвао ратни сукоб и догађања око њега, у периоду од 1990. до 2000. био тотално незаинтересован за музику. Чланови бенда покушали су наставити сами: Руле снима у Немачкој соло пројекат, такође и Нусрет Доличанин - Нуки, а недуго затим и басиста Драган Ђурђелија са „Поштаром и поштарком“ у Србији, истовремено сви користећи име оригиналног бенда у својим каријерама. Све је унело велику забуну међу фанове и упитну квалитету те „охладило“ публику. Ипак, интерес за старог „Поштара“ читаво време није јењавао. Коначно је и Фадил Шабовић крајем 2002. године поново окупио бенд, овога пута са новим, рокерским певачем Нарцисом Лалићем и за сарајевску издавачку кућу „Наратон“ снимио нови албум "Живот, то је дивна фешта" који постиже половичан успех.
На жалост бенда и његових фанова, соло гитариста Никола Митровић - Ниџо умро је у Београду, након дуже болести, 2003. године.
Крајем 2004. године састају се поново, након низа година, Фадил Шабовић и први певач Руле и под окриљем издавачке куће „ИнТакт Рекордс“ постижу договор, покрећу стару поставу и поново на Илиџи, старом месту са којег су кренули 1985. године, снимају албум "Гас, гас".
Бенд је 2017. године, након 13 година дискографске паузе, издао албум под именом „Нервозни поштар 2017”. На овом албуму су се појавили са неколико нових чланова, а од оригиналних ту су Фадил Шабовић, Драган Ђурђелија и вокал Нусрет Доличанин - Нуки који се вратио у бенд први пут након 1989. године.
После паузе од две године (због Ковид 19), од јуна 2022. бенд поново наступа у нешто измењеном саставу.

## Чланови групе
- Фадил Шабовић - Autor benda (1985 - сада)
- Драган Ђурђелија - Бас гитара (1985 - сада)
- Горан Зафировски - Соло гитара (2020 - сада)
- Горан Велинов - Бубњеви (2020 - сада)
- Драган Солдо - Kлавијатуре, Хармоника (2019 - сада)
- Нусрет Доличанин Нуки - Вокал (1986 - сада)

### Бивши чланови
- Никола Митровић - Соло гитара (1986—1989)
- Нарцис Лалић - Вокал (2002)
- Мустафа Соколовић - Бас гитара
- Фарук Кадић - Соло гитара
- Адис Кахвић - Клавијатура, Хармоника
- Шукрија Арсланагић - Бубњеви
- Рале Рајачић - Ритам гитара
- Синиша Цекић - Соло гитара
- Душан Симић - Бубњеви
- Горан Младеновић - Хармоника, клавијатуре
- Душан Коларевић - Ритам гитара

## Дискографија

### Студијски албуми
- Вазда - Газда[6] - (Југотон, 1985)
- Запамти, ја сам газда - (Југотон, 1986)
- Ништа више није као прије - (Југотон, 1987)
- Нервозни Поштар 1988 - (Југотон, 1988)
- То је само фолк’н’рол - (Југотон, 1989)
- Живот, то је дивна фешта - (Наратон, 2002)
- Гас, гас - (Intakt Records, 2004)
- Нервозни поштар 2017 - (BN Music, 2017)

### Компилације
- најбоље од... - (Croatia Records, 1994.)
- The best - (Not On Label, 1996.)
- Вазда - Газда + Ништа више није као прије - (Naraton/Croatia Records,1999.)
- Бест оф Нервозни Поштар - (Intakt Records, 2005.)
- Тхе Бест - (Song Zelex, 2006.)
- Фолк звијезде заувијек (2ЦД) - (Croatia Records, 2009.)

### Синглови
- Запамти ја сам газда / Ми смо дрвосјече потаман нам све (1986)
- Еј маро Марице / ЗЗ топ (1987)
- Војничка пјесма / Нова година (1988)